# San Martín Texmelucan de Labastida
San Martín Texmelucan de Labastida egy város Mexikó Puebla államának nyugati részén, lakossága 2010-ben meghaladta a 75 000 főt.

## Földrajz

### Fekvése
A város a Vulkáni-kereszthegység egyik medencéjében épült fel a tenger szintje felett körülbelül 2250 méter magasságban, közel Tlaxcala állam határához. Átfolyik rajta az Atoyac és a Cotzalá nevű vízfolyás. Környéke sűrűn lakott, szinte egybeépült több másik várossal is.

### Éghajlat
A város éghajlata meleg, de nem forró és nyáron–ősz elején viszonylag csapadékos. Minden hónapban mértek már legalább 30 °C-os hőséget, de a rekord csak a 40 °C-ot érte el. Az átlagos hőmérsékletek a januári 13,5 és a júniusi 19,3 fok között váltakoznak, fagy ősztől tavaszig előfordulhat. Az évi átlagosan 802 mm csapadék időbeli eloszlása nagyon egyenetlen: a júniustól szeptemberig tartó 4 hónapos időszak alatt hull az éves mennyiség közel 70%-a.
| Hónap                                   | Jan. | Feb. | Már.  | Ápr.  | Máj. | Jún. | Júl. | Aug. | Szep. | Okt.  | Nov. | Dec. | Év    |
| --------------------------------------- | ---- | ---- | ----- | ----- | ---- | ---- | ---- | ---- | ----- | ----- | ---- | ---- | ----- |
| Rekord max. hőmérséklet (°C)            | 40,0 | 34,0 | 40,0  | 34,9  | 36,0 | 36,0 | 31,8 | 30,8 | 36,0  | 34,6  | 39,6 | 35,6 | 40,0  |
| Átlagos max. hőmérséklet (°C)           | 23,2 | 24,1 | 25,4  | 26,8  | 27,0 | 26,4 | 25,0 | 25,1 | 24,6  | 24,7  | 24,3 | 23,9 | 25,0  |
| Átlaghőmérséklet (°C)                   | 13,5 | 14,6 | 16,1  | 17,8  | 18,9 | 19,3 | 18,3 | 18,3 | 18,2  | 16,8  | 15,5 | 14,4 | 16,8  |
| Átlagos min. hőmérséklet (°C)           | 3,8  | 5,2  | 6,7   | 8,4   | 10,8 | 12,1 | 11,7 | 11,5 | 11,7  | 8,9   | 6,7  | 4,8  | 8,5   |
| Rekord min. hőmérséklet (°C)            | −9,0 | −3,5 | −11,0 | −12,0 | 1,5  | 1,8  | 3,0  | 1,0  | 1,0   | −10,0 | −4,1 | −8,0 | −12,0 |
| Átl. csapadékmennyiség (mm)             | 8    | 10   | 13    | 47    | 78   | 137  | 144  | 144  | 128   | 70    | 18   | 5    | 802   |
| Forrás: Servicio Meteorológico Nacional |      |      |       |       |      |      |      |      |       |       |      |      |       |

## Népesség
A település népessége a közelmúltban folyamatosan növekedett:
| Év   | Lakosság |
| ---- | -------- |
| 1990 | 57 519   |
| 1995 | 65 855   |
| 2000 | 70 713   |
| 2005 | 72 505   |
| 2010 | 75 518   |

## Története
A település neve három fő részből tevődik össze. A San Martín előtagot Tours-i Szent Márton tiszteletére kapta, a Texmelucan szó a navatl nyelvű Tetzmollocanból ered, aminek jelentése magyaltölgyek helye, a Labastida utótagot pedig a Nemzeti Gárda egy alhadnagyának, Albino Labastidának emlékére vette fel, akit 1861-ben az itteni főtéren gyilkoltak meg.
Texmelucan völgye már körülbelül i. e. 1600 óta lakott, ezt a környék több régészeti lelőhelye is bizonyítja. Az idők során többnyire a huejotzingói birodalom része volt, ám néha Tlaxcala is kiterjesztette idáig határait. A huejutzingóiak, a tlaxkaltékok és az aztékok több csatát is vívtak a közelben. A spanyolok megérkezésének idejére a mai város pontos helyén nem létezett település, csak fenyő- és magyaltölgyerdők, valamint mocsarak. Az indián falvak az Iztaccíhuatl oldalában épültek fel.
Bár Hernán Cortés már 1520-ban eljutott ide, a terület újbóli benépesülése csak 1540–1560 között kezdődött, amikor is spanyol parasztok települtek le, akik főként búzatermesztéssel foglalkoztak. San Martínt 1598-ban alapították, később felvette a San Martín Tlauzinteco nevet, és innentől kezdve ismert volt San Martín Tlauzinteco de los Españoles és San Martín de los Conchos néven is. A 17. század közepétől nevezik Texmelucannak. A város 1699-ben partido-székhellyé vált, 1861. augusztus 31-én pedig megkapta a ciudad rangot. Innentől kezdve viseli mai teljes nevét, a San Martín Texmelucan de Labastidát.
A település Szent Mária Magdolna-temploma 1615-ben épült, 1683-ban pedig a Szent Márton-templom készült el. 1746-ban kezdték el a Rózsafüzér-kápolna építését. 1821-ben, a mexikói függetlenségi háború utolsó évében Agustín de Iturbide és háromgaranciás hadserege átvonult San Martín Texmelucanon is. 1847-ben amerikai támadástól tartva megerősítették a várost, Antonio López de Santa Anna tábornok pedig ide érkezve szervezte újjá erőit. 1856-ban Ignacio Comonfort elnök is itt rendezte csapatait, melyek célja Puebla visszafoglalása volt. 1861-ben José Ordóñez és 400 embere támadta meg a várost, és meggyilkolta Albino Labastidát és Ignacio Nievát, a Nemzeti Gárda tagjait. 1862-ben ismét megerősítették a város védelmét, ezúttal a franciák ellen, ám két évvel később azok mégis elfoglalták San Martínt, és csak 1867-ben verte ki őket Porfirio Díaz egyik köztársasági serege.
A 19. század végén jelentős közlekedési fejlesztések történtek a térségben: 1882-ben nyílt meg a San Martínt Pueblával összekötő vasútvonal, 1893-ban a Mexikóváros–Puebla országút, és ugyanebben az évben összekapcsolták az óceánokat összekötő vasutakat. 1898-ban nyílt meg az első textilüzem és az első postahivatal, két évvel később pedig távíróvonal létesült. 1902-ben és 1903-ban bevezették az elektromos hálózatot, a telefont és az ivóvízrendszert. 1917-ben nyílt meg a ma Domingo Arenasról elnevezett községi piac, 1926-ban pedig a Mexikóváros–Puebla út új nyomvonala, amely kettéosztotta a várost. Az 1960-as évek végétől folyamatos az ipar (többek között a vegyipar) fejlődése a városban.

## Turizmus, látnivalók, kultúra
A város legfontosabb műemléke az 1615-ben alapított, egykori ferences kolostor. Szintén régi, 17. századi épület a barokk stílusú Szent Márton-templom. Múzeumai nincsenek. A helyi kézművesek legfontosabb termékei az agyagból égetett fazekak, régebben pedig faragott fabútorokat is készítettek. A település egyik fő ünnepe november 11., a védőszent, Szent Márton napja.